# Шварц, Шарлин
Шарлин Шварц (нем. Charline Schwarz; род. 15 января 2001, Нюрнберг, Бавария) — немецкая лучница, выступающая в соревнованиях по стрельбе из лука. Бронзовый призёр Олимпийских игр.

## Биография
Шарлин Шварц родилась 15 января 2001 года.

## Карьера
Начала заниматься стрельбой из лука в возрасте трёх лет в клубе «Feuchter Bogenplatz».
В 2018 году Шарлин Шварц выступила на этапе Кубка мира в Анталии, где закончила соревнования на стадии 1/32 финала.
В 2021 году Шарлин Шварц выступила на чемпионате Европы в Анталии. Она завоевала серебряную медаль в составе женской сборной по вместе с Мишель Кроппен и Лизой Унрух. В финале они проиграли сборной России со счётом 3:5 по сетам (51:52, 53:51, 52:54, 55:55). В индивидуальных соревнованиях она достигла 1/16 финала, уступив второй сеяной Элии Каналес из Испании в перестрелке. Она также выступила на двух этапах Кубка мира — в Гватемале и Париже, где достигла стадий 1/16 и 1/8 финала, соответственно.
На летних Олимпийских играх 2020 года в Токио Шварц также выступала с Мишель Кроппен и Лизой Унрух в женских командных соревнованиях. Заняв по результатам рейтингового раунда десятое место, немецкие лучница победили Тайвань и Мексику в первых матчах плей-офф. В полуфинале они вновь встретились с россиянками, и снова уступили. Поединок завершился со счётом 1:5 (54:54, 48:51, 52:57), а в матче за бронзу с таким же счётом они одержали победу (55:48, 53:51, 55: 55) против сборной Белоруссии. В индивидуальных соревнованиях, занимая 60-е место после предварительного раунда, Шарлин Шварц попала на американку Маккензи Браун. Несмотря на победу в первом сете со счётом 27:24, в следующих трёх она уступила и покинула соревнования.
В финале мировой серии в помещении 2022 года, Шарлин Шварц уступила соотечественнице Катерине Бауэр в трёх сетах, каждый из которых завершился со счётом 29:30.